# サムス・イルナ
サムス・イルナ（Samsu-Iluna）は、バビロン第1王朝の第7代王（在位：紀元前1749年 - 紀元前1712年）。名はサムスイルナ（Samsuiluna）とも表記される。

## 来歴
父ハンムラビの後を継いで王となった。サムス・イルナの治世に、バビロニアは多くの領土を失うこととなった。
サムス・イルナは、治世中に多くの戦争を行った。まず、ラルサのリム・シン2世と戦った。リム・シン2世が捕らえられ処刑されるまでは、戦闘のほとんどはエラム地方やシュメール地方との境界域で行われた。彼はまた、戦争でウルやウルクの市街の一部を破壊した。反乱も起こり、イシン第1王朝最後の王ダミク・イリシュの後裔を名乗るイルマ・イル（Iluma-ilu）がシュメール地方で蜂起し、ニップル南部のシュメール地方の独立を勝ち取った。エラム王クティル・ナフンテ1世（Kuturnahunte I）もバビロニアに攻め込み、サムス・イルナを破って、エラムはバビロンから再び独立した。
治世中の前1741年、バビロニアに初めてカッシート人が侵入した。